# Sapphire Series Division One 2018
La Sapphire Series Division One 2018 è la 5ª edizione del campionato di football americano femminile di primo livello, organizzato dalla BAFA. Il campionato è giocato a 7 giocatrici.

## Squadre partecipanti
| Club                    | Città         | Stadio | Sponsor ufficiale | Risultato nella stagione 2017 |
| ----------------------- | ------------- | ------ | ----------------- | ----------------------------- |
| Birmingham Lions        | Birmingham    |        |                   |                               |
| Derby Braves            | Derby         |        |                   |                               |
| East Kilbride Pirates   | East Kilbride |        |                   |                               |
| Edinburgh Wolves        | Edimburgo     |        |                   |                               |
| Hertfordshire Tornadoes | Hatfield      |        |                   |                               |
| Leeds Carnegie Chargers | Headingley    |        |                   |                               |
| London Warriors         | Londra        |        |                   |                               |
| Manchester Titans       | Manchester    |        |                   |                               |

## Stagione regolare

### Calendario

#### 1ª giornata
| Edimburgo 3 febbraio 2018 | East Kilbride Pirates | 0 – 63 | Manchester Titans |  |

| Edimburgo 3 febbraio 2018 | Leeds Carnegie Chargers | 46 – 7 | Edinburgh Wolves |  |

| Edimburgo 3 febbraio 2018 | Manchester Titans | 29 – 6 | Edinburgh Wolves |  |

| Edimburgo 3 febbraio 2018 | East Kilbride Pirates | 0 – 95 | Leeds Carnegie Chargers |  |

| Hatfield 3 febbraio 2018 | Hertfordshire Tornadoes | 26 – 13 | Derby Braves |  |

| Hatfield 3 febbraio 2018 | London Warriors | 6 – 28 | Birmingham Lions |  |

| Hatfield 3 febbraio 2018 | Hertfordshire Tornadoes | 4 – 43 | London Warriors |  |

| Hatfield 3 febbraio 2018 | Birmingham Lions | 42 – 22 | Derby Braves |  |

#### 2ª giornata
| Leeds 10 febbraio 2018 | East Kilbride Pirates | 19 – 34 | Edinburgh Wolves |  |

| Leeds 10 febbraio 2018 | Leeds Carnegie Chargers | 43 – 12 | Manchester Titans |  |

| Leeds 10 febbraio 2018 | Manchester Titans | 53 – 2 | East Kilbride Pirates |  |

| Leeds 10 febbraio 2018 | Edinburgh Wolves | 0 – 61 | Leeds Carnegie Chargers |  |

| Birmingham 10 febbraio 2018 | Hertfordshire Tornadoes | 11 – 61 | Birmingham Lions |  |

| Birmingham 10 febbraio 2018 | London Warriors | 15 – 6 | Derby Braves |  |

| Birmingham 10 febbraio 2018 | London Warriors | 35 – 6 | Hertfordshire Tornadoes |  |

| Birmingham 10 febbraio 2018 | Derby Braves | 0 – 18 | Birmingham Lions |  |

#### 3ª giornata
| Derby 24 febbraio 2018 | London Warriors | 13 – 32 | Leeds Carnegie Chargers |  |

| Derby 24 febbraio 2018 | Manchester Titans | 2 – 32 | Derby Braves |  |

| Derby 24 febbraio 2018 | Edinburgh Wolves | 7 – 27 | Hertfordshire Tornadoes |  |

| Derby 24 febbraio 2018 | Birmingham Lions | 66 – 7 | East Kilbride Pirates |  |

| Derby 24 febbraio 2018 | East Kilbride Pirates | 0 – 88 | London Warriors |  |

| Derby 24 febbraio 2018 | Derby Braves | 19 – 20 | Edinburgh Wolves |  |

| Derby 24 febbraio 2018 | Leeds Carnegie Chargers | 14 – 54 | Birmingham Lions |  |

| Derby 24 febbraio 2018 | Hertfordshire Tornadoes | 28 – 10 | Manchester Titans |  |

#### 4ª giornata
L'intera giornata è stata annullata per maltempo.
| East Kilbride 3 marzo 2018 | Edinburgh Wolves | - – - | East Kilbride Pirates |  |

| East Kilbride 3 marzo 2018 | Manchester Titans | - – - | Leeds Carnegie Chargers |  |

| East Kilbride 3 marzo 2018 | Edinburgh Wolves | - – - | Manchester Titans |  |

| East Kilbride 3 marzo 2018 | Leeds Carnegie Chargers | - – - | East Kilbride Pirates |  |

| Londra 3 marzo 2018 | Birmingham Lions | - – - | London Warriors |  |

| Londra 3 marzo 2018 | Derby Braves | - – - | Hertfordshire Tornadoes |  |

| Londra 3 marzo 2018 | Birmingham Lions | - – - | Hertfordshire Tornadoes |  |

| Londra 3 marzo 2018 | Derby Braves | - – - | London Warriors |  |

### Classifiche
Le classifiche della regular season sono le seguenti.
- PCT = percentuale di vittorie, G = partite giocate, V = partite vinte,  P = partite perse, PF = punti fatti, PS = punti subiti

#### Gruppo North
| Pos. | Squadra                 | PCT  | G | V | N | P | PF  | PS  |
| ---- | ----------------------- | ---- | - | - | - | - | --- | --- |
| 1    | Leeds Carnegie Chargers | .833 | 6 | 5 | 0 | 1 | 291 | 86  |
| 2    | Manchester Titans       | .500 | 6 | 3 | 0 | 3 | 169 | 111 |
| 3    | Edinburgh Wolves        | .333 | 6 | 2 | 0 | 4 | 74  | 201 |
| 4    | East Kilbride Pirates   | .000 | 6 | 0 | 0 | 6 | 28  | 399 |

#### Gruppo South
| Pos. | Squadra                 | PCT   | G | V | N | P | PF  | PS  |
| ---- | ----------------------- | ----- | - | - | - | - | --- | --- |
| 1    | Birmingham Lions        | 1.000 | 6 | 6 | 0 | 0 | 269 | 60  |
| 2    | London Warriors         | .667  | 6 | 4 | 0 | 2 | 200 | 76  |
| 3    | Hertfordshire Tornadoes | .500  | 6 | 3 | 0 | 3 | 102 | 172 |
| 4    | Derby Braves            | .167  | 6 | 1 | 0 | 5 | 92  | 123 |

## Playoff

### Tabellone

#### Gold Tournament
|  | Semifinali              | Semifinali              | Semifinali              |                         |                  | IV Championship Final | IV Championship Final | IV Championship Final |  |
|  |                         |                         |                         |                         |                  |                       |                       |                       |  |
|  | Birmingham Lions        | Birmingham Lions        | 42                      |                         |                  |                       |                       |                       |  |
|  | Birmingham Lions        | Birmingham Lions        | 42                      |                         |                  |                       |                       |                       |  |
|  | Manchester Titans       | Manchester Titans       | 2                       |                         |                  |                       |                       |                       |  |
|  | Manchester Titans       | Manchester Titans       | 2                       |                         | Birmingham Lions | Birmingham Lions      | 40                    |                       |  |
|  |                         |                         |                         |                         | Birmingham Lions | Birmingham Lions      | 40                    |                       |  |
|  |                         |                         | Leeds Carnegie Chargers | Leeds Carnegie Chargers | 22               |                       |                       |                       |  |
|  | Leeds Carnegie Chargers | Leeds Carnegie Chargers | Leeds Carnegie Chargers | Leeds Carnegie Chargers | 22               | 34                    |                       |                       |  |
|  | Leeds Carnegie Chargers | Leeds Carnegie Chargers |                         |                         |                  | 34                    |                       |                       |  |
|  | London Warriors         | London Warriors         | 14                      |                         |                  | Finale 3º - 4º posto  | Finale 3º - 4º posto  | Finale 3º - 4º posto  |  |
|  | London Warriors         | London Warriors         | 14                      |                         |                  |                       |                       |                       |  |
|  |                         |                         |                         |                         |                  |                       |                       |                       |  |
|  |                         |                         |                         |                         |                  | Manchester Titans     | Manchester Titans     | 0                     |  |
|  |                         |                         |                         |                         |                  | Manchester Titans     | Manchester Titans     | 0                     |  |
|  |                         |                         |                         |                         |                  | London Warriors       | London Warriors       | 34                    |  |

#### Silver Tournament
|  | Semifinali di consolazione | Semifinali di consolazione | Semifinali di consolazione |              |                         | Finale 5º - 6º posto    | Finale 5º - 6º posto  | Finale 5º - 6º posto |  |
|  |                            |                            |                            |              |                         |                         |                       |                      |  |
|  | Hertfordshire Tornadoes    | Hertfordshire Tornadoes    | 36                         |              |                         |                         |                       |                      |  |
|  | Hertfordshire Tornadoes    | Hertfordshire Tornadoes    | 36                         |              |                         |                         |                       |                      |  |
|  | East Kilbride Pirates      | East Kilbride Pirates      | 0                          |              |                         |                         |                       |                      |  |
|  | East Kilbride Pirates      | East Kilbride Pirates      | 0                          |              | Hertfordshire Tornadoes | Hertfordshire Tornadoes | 36                    |                      |  |
|  |                            |                            |                            |              | Hertfordshire Tornadoes | Hertfordshire Tornadoes | 36                    |                      |  |
|  |                            |                            | Derby Braves               | Derby Braves | 33                      |                         |                       |                      |  |
|  | Edinburgh Wolves           | Edinburgh Wolves           | Derby Braves               | Derby Braves | 33                      | 6                       |                       |                      |  |
|  | Edinburgh Wolves           | Edinburgh Wolves           |                            |              |                         | 6                       |                       |                      |  |
|  | Derby Braves               | Derby Braves               | 43                         |              |                         | Finale 7º - 8º posto    | Finale 7º - 8º posto  | Finale 7º - 8º posto |  |
|  | Derby Braves               | Derby Braves               | 43                         |              |                         |                         |                       |                      |  |
|  |                            |                            |                            |              |                         |                         |                       |                      |  |
|  |                            |                            |                            |              |                         | East Kilbride Pirates   | East Kilbride Pirates | 8                    |  |
|  |                            |                            |                            |              |                         | East Kilbride Pirates   | East Kilbride Pirates | 8                    |  |
|  |                            |                            |                            |              |                         | Edinburgh Wolves        | Edinburgh Wolves      | 27                   |  |

### Semifinali
| Manchester 17 marzo 2018 | Birmingham Lions | 42 – 2 | Manchester Titans |  |

| Manchester 17 marzo 2018 | Leeds Carnegie Chargers | 34 – 14 | London Warriors |  |

| Manchester 17 marzo 2018 | Hertfordshire Tornadoes | 36 – 0 | East Kilbride Pirates |  |

| Manchester 17 marzo 2018 | Edinburgh Wolves | 6 – 43 | Derby Braves |  |

### Finale 7º - 8º posto
| Manchester 17 marzo 2018 | Edinburgh Wolves | 27 – 8 | East Kilbride Pirates |  |

### Finale 5º - 6º posto
| Manchester 17 marzo 2018 | Derby Braves | 33 – 36 | Hertfordshire Tornadoes |  |

### Finale 3º - 4º posto
| Manchester 17 marzo 2018 | London Warriors | 34 – 0 | Manchester Titans |  |

### V Championship Final
| Manchester 17 marzo 2018 | Leeds Carnegie Chargers | 22 – 40 | Birmingham Lions |  |

## Verdetti
- Birmingham Lions Campionesse del Regno Unito 2018